# Rock and Roll (film)
Rock Around the Clock
Pour les articles homonymes, voir Rock 'n' roll (homonymie).
Pour plus de détails, voir Fiche technique et Distribution.
Rock and Roll (Rock Around the Clock) est un film musical américain de 1956 mettant en vedette Bill Haley and His Comets, avec Alan Freed, The Platters, Tony Martinez and his Band et Freddie Bell and His Bellboys. Il est produit par Sam Katzman (qui produit également plusieurs films d'Elvis Presley dans les années 1960) et réalisé par Fred F. Sears. Il s'agit du premier long métrage entièrement consacré au rock 'n' roll et destiné exclusivement aux adolescents.
Le film est tourné sur une courte période en janvier 1956 et sort en mars 1956 pour capitaliser sur le succès de Bill Haley et la popularité de son enregistrement Rock Around the Clock, déjà apparu dans le film pour adolescents de 1955 Graine de violence (Blackboard Jungle), considéré comme le premier grand film musical rock 'n' roll. L'enregistrement de 1954 de Bill Haley est joué sur le générique d'ouverture de Blackboard Jungle et ce même enregistrement est utilisé pour l'ouverture de Rock Around the Clock, marquant une occasion rare où le même enregistrement ouvre des films sortis dans un intervalle aussi court (l'enregistrement est utilisé encore une fois pour ouvrir le film American Graffiti de George Lucas en 1973).

## Synopsis
Rock Around the Clock raconte une interprétation hautement fictive de la découverte du rock 'n' roll. Alors que le manager Steve Hollis, observe que la musique de danse des big bands ne parvient plus à attirer le public, il tombe sur un nouveau son qui pique son intérêt. En voyageant à travers une petite ville agricole, il assiste au spectacle des adolescents et est initié à la musique rock and roll et à la danse, par le groupe local Bill Haley & His Comets et les danseurs associés. Convaincu que le rock 'n' roll sera la prochaine grande nouveauté, Hollis conclut un accord pour diriger le groupe et noue également une romance avec la danseuse Lisa Johns.
Hollis se tourne ensuite vers l'agent Corinne Talbot, qui gère les réservations pour les salles dans lesquelles Hollis a besoin que le groupe joue pour se faire connaître. L'intérêt principal de Talbot pour Hollis, cependant, est de l'épouser, car elle le courtise depuis un certain temps et elle est déterminée à l'empêcher de réussir pour qu'il travaille exclusivement avec son agence, et surtout sans Lisa. Tout d'abord, elle programme le groupe dans un lieu traditionnellement conservateur, s'attendant à ce qu'ils rejettent le nouveau son impétueux du groupe. Mais au lieu de cela, les adolescents et les adultes sont exaltés par la musique et l'adoptent avec enthousiasme. Ensuite, Talbot met simplement Hollis et ses protégés sur la liste noire des lieux qu'elle contrôle. Mais Hollis la contourne en réclamant au célèbre disc-jockey Alan Freed une faveur qui lui est due. La réservation qui en résulte dans le lieu de Freed apporte aux Comets l'exposition dont ils ont besoin malgré les efforts de Talbot.
Le jeu final de Talbot est d'accepter de signer le groupe pour un contrat de trois ans qui assurera son avenir, mais uniquement à la condition que Johns accepte de ne pas se marier pendant la durée de ce contrat. Johns accepte ces conditions et Talbot lance leur carrière avec une tournée nationale, convaincue que l'interdiction de mariage du contrat creusera un fossé entre Hollis et Johns. Une fois que le contrat est signé et que la tournée commence - culminant avec l'apparition des Comets et d'autres groupes dans une émission télévisée - Hollis révèle que lui et Johns se sont mariés rapidement dans le laps de temps qu'il a fallu pour rédiger le contrat. Talbot accepte de bon gré sa défaite alors qu'ils regardent la fin de l'émission télévisée avec Lisa et son partenaire de danse, son frère Jimmy, dansant pendant que les comètes chantent Rock Around the Clock.

## Fiche technique
- Titre original : Rock Around the Clock
- Réalisation : Fred F. Sears
- Scénario : Robert E. Kent et James B. Gordon
- Production : Sam Katzman (Clover Production)[2]
- Photographie : Benjamin H. Kline
- Société de distribution : Columbia Pictures
- Pays :  États-Unis
- Langue : anglais
- Durée : 77 minutes
- Genre : film musical
- Format : noir et blanc - 1,85:1 - mono - 35 mm
- Date de sortie : États-Unis : 21 mars 1956 ; France : 19 octobre 1956[5]

## Distribution
- Johnny Johnston : Steve Hollis
- Alix Talton : Corinne Talbot
- Lisa Gaye : Lisa Johns
- Alan Freed : lui-même
- John Archer : Mike Dodd
- Henry Slate : Corny LaSalle
- Earl Barton : Jimmy Johns

Mettant en vedette les talents musicaux de:
- Bill Haley and His Comets
- The Platters
- Combo Ernie Freeman
- Tony Martinez and His Mambo
- Freddie Bell and His Bellboys

## Chansons interprétées dans le film
1. Rock Around the Clock - Bill Haley and His Comets
2. Let's Fall in Love - George Hiller and His Band
3. See You Later, Alligator - Bill Haley
4. Rock-A-Beatin' Boogie - Bill Haley
5. A.B.C. Boogie - Bill Haley (premier couplet uniquement, hors écran)
6. Cuero (Skins) - Tony Martinez and His Band
7. Mambo Capri - Tony Martinez
8. Solo Y Triste (Sad And Lonely) - Tony Martinez
9. Razzle-Dazzle - Bill Haley
10. Teach You to Rock - Freddie Bell & The Bellboys
11. Bacalao Con Papa (Codfish And Potatoes) - Tony Martinez
12. Only You (And You Alone) - The Platters
13. R-O-C-K - Bill Haley
14. Happy Baby - Bill Haley (premier couplet et refrain uniquement)
15. Mambo Rock - Bill Haley (refrain uniquement)
16. Giddy Up a Ding Dong - Freddie Bell
17. The Great Pretender - The Platters
18. Rudy's Rock - Bill Haley

Aucun album de la bande originale du film ne sort en Amérique du Nord, mais à l'étranger, certains albums de compilation sont publiés en lien avec celui-ci. Rudy's Rock est la seule chanson de Bill Haley interprétée en direct devant la caméra. Aucun enregistrement de qualité studio de ce titre n'est encore publié à ce jour, excepté dans les années 1990 en Allemagne (dans le cadre de On Screen compilation d'Haley chez Hydra Records). Le groupe se produit également en direct devant la caméra lors d'une brève répétition avant la synchronisation labiale de l'enregistrement de R-O-C-K
La chanson Rock Around the Clock est entendue trois fois dans le film - lors du générique d'ouverture, à nouveau dans une brève interprétation du couplet d'ouverture lors d'un montage, et encore à la fin où seul le dernier couplet est entendu. See You Later, Alligator est un tout nouveau morceau, enregistré au studio hollywoodien de Decca en décembre 1955, quelques semaines seulement avant le début du tournage.
Quelques mois avant le tournage du film, les Comets connaissent un changement majeur de personnel, plusieurs membres quittant le groupe. En conséquence, la plupart des chansons synchronisées sur les lèvres dans le film présentent en fait une liste de musiciens différente de ceux présentées en train de jouer. Les seules chansons sur lesquelles tous les musiciens montrés à l'écran participent également à la session d'enregistrement sont See You Later Alligator, la répétition de R-O-C-K et la restitution en direct de Rudy's Rock. Pendant les performances de Rock Around the Clock, Franny Beecher joue de la guitare à la place de Danny Cedrone, décédé 18 mois plus tôt. Le travail de guitare de Cedrone est également entendu sur ABC Boogie, dont les mesures d'ouverture sont jouées hors caméra.

## Impact

### L'intégration raciale
Reflétant les concerts réels et les émissions de radio d'Alan Freed, le film fait avancer la cause de l'intégration en montrant des musiciens blancs se produisant dans les mêmes lieux que des artistes afro-américains et latinos. Et à la fin du film, le groupe vocal The Platters, entièrement noir, partage brièvement la scène avec les groupes entièrement blancs, The Comets et The Bellboys.

### Film pour adolescent
Le film exploite le nouveau débouché commercial représenté par les « teenagers ». Selon Thomas Doherty, « Rock Around the Clock est le premier film à succès commercialisé à destination des adolescents, à l'exclusion explicite des aînés. En montrant que les adolescents seuls peuvent soutenir un succès au box-office, Rock Around the Clock pousse la stratégie de production cinématographique vers l'adolescence ».

### Comédies musicales rock and roll
Rock Around the Clock est l'un des grands succès au box-office de 1956, et bientôt de nombreux autres films musicaux rock and roll (notamment le film à gros budget La Blonde et moi (The Girl Can't Help It) sont produits. Un an après, Elvis Presley (dont le premier film, Le Cavalier du crépuscule [Love Me Tender] en 1956, est un western, pas un film de rock and roll) apparaît bientôt dans les films les plus populaires du genre, notamment Le Rock du bagne (Jailhouse Rock) et Bagarres au King Créole (King Creole). D'autres films majeurs à cette époque comprennent Vive le rock (Shake, Rattle & Rock!), Rock, Rock, Rock!, Rock Pretty Baby  et The Big Beat.

### Suite
Plus tard en 1956, Bill Haley et ses Comets tournent dans une suite, Don't Knock the Rock, également réalisée par Sears et produit par Katzman, et avec à nouveau Alan Freed. Lancée en production afin de capitaliser sur le succès de Rock Around the Clock, la suite ne réussit pas à reproduire le succès du film précédent, mais elle contribue à populariser l'un de ses interprètes, Little Richard.

### Twist Around the Clock
En 1961, Katzman produit un film au titre similaire, Twist Around the Clock, avec Chubby Checker, qui écrit le scénario, en suivant l'intrigue de base de Rock Around the Clock, ce pourquoi il est souvent qualifié de remake de film de Haley, à peine cinq ans après l'original. Comme Rock Around the Clock, il est également accompagné d'une suite, Don't Knock the Twist .

### Autour du film
La sortie du film provoque des scènes de violence dans plusieurs villes américaines tout comme au Royaume-Uni et en Norvège. De jeunes gens, exaltés par la musique, dansent dans la rue, causent des dégradations ou affrontent la police. Après des troubles survenus à Mons, la projection du film est même interdite en Belgique.
La légende, rapportée par le New Musical Express, dit que la reine Élisabeth II aurait demandé à voir le film, dont une copie lui est envoyée en train au château de Balmoral. Selon le magazine Elle, la princesse Margaret en emporte une copie pour son voyage en Afrique et l'aurait vu six fois de suite.

## Sortie vidéo
Rock Around the Clock n'est jamais sorti officiellement sur VHS ou laserdisc en Amérique du Nord. Le 23 janvier 2007, Sony Pictures (propriétaire actuel du catalogue Columbia) sort la première édition DVD du film aux côtés de Don't Knock the Rock. Le film n'est cependant pas  publié dans son rapport hauteur / largeur d'origine mais est recadré pour un écran large.